# الهلال الرياضي الشابي
هلال الشابة  هو فريق كرة قدم تونسي تأسس عام 1960 في مدينة الشابة، ولاية المهدية صعد هذا الفريق إلى الرابطة التونسية المحترفة الأولى.

## الأزمة مع جامعة كرة القدم
قامت الجامعة التونسية لكرة القدم يوم 17 أكتوبر 2020 باتخاذ قرار اقصاء فريق الهلال الرياضي الشابي من منافسات البطولة التونسية لسنة 2020-2021 بذريعة عدم خلاص الخطايا الماليّة التي سُلطت على الفريق بسبب نشره تدوينات على موقع التواصل فيسبوك واعتبرتها الجامعة مخالفة للقانون.
تقدّم الفريق اثر هذا القرار بشكوى لمحكمة التحكيم الرياضيّة (TAS/CAS) ودخل مناصرو الهلال سلسلة من الاحتجاجات كان أبرزها محاولة «الحرقة» الجماعية إلى إيطاليا يوم 12 نوفمبر 2020، والوقفة التي نُظمت يوم 1 ديسمبر أمام مقر الجامعة والتي انتهت بتدخل القوات الأمنية.
و بسبب ما اعتبرته جماهير الهلال تعاملا امنيّا عنيفا خلال تلك الوقفة، انطلقت مصادمات عنيفة في مدينة الشابة بين الأنصار والوحدات الأمنية، لتستمرّ إلى غاية يوم 6 ديسمبر 2020، قررت بعدها القوات الامنية مغادرة مقراتها داخل المدينة وقام الجيش بتعويضها.
يذكر ان أنصار الشابة قاموا بوقفات احتجاجية أمام مقرات الفيفا بزوريخ والتاس (TAS/CAS) بلوزان للتنديد بالمظلمة التي تعرض لها الفريق.
6 أبريل 2021، أن تلقت الكتابة العامة ًااشعار من المحكمة الرياضية الدولية تفيد بتعيين تاريخ 6 ماي موعدًا لجلسة المرافعة في قضيتها مع الجامعة.